# 泊瀬王
泊瀬王（はつせのおおきみ、? - 推古天皇36年（628年））は、飛鳥時代の皇族。名は泊瀬仲王、長谷王とも記される。厩戸皇子の次男。

## 概要
推古天皇36年（628年）に推古天皇が崩御すると、皇嗣を巡って、敏達天皇の孫・田村皇子（のち舒明天皇）を推す蘇我蝦夷と、用明天皇の孫・山背大兄王を推す境部摩理勢とが争う。泊瀬王は兄の山背大兄王を支持して、境部摩理勢を自邸の泊瀬王宮に匿うなどその後ろ盾となった。しかし、山背大兄王の説得により摩理勢は泊瀬王宮を退去し、さらに泊瀬王は病気となり間もなく没した。
泊瀬王は斑鳩の地に泊瀬王宮（飽浪葦牆宮 - あくなみのあしがきのみや）を置き、泊瀬部（長谷部）も所有していたと見られている。

## 系譜
- 父：厩戸皇子
- 母：膳部菩岐々美郎女（膳臣傾子女）
- 妻：佐富女王[2]
  - 男子：葛城王[2]
  - 女子：多智奴女王[2]

大伴奴加之古連（大伴糠手子）の女子古氐古郎女（小手子）との間に波知乃古王・錦代王をもうけたとあるが、これは似た諱の崇峻天皇との混同とされる。